# リーヴス (ミサイル巡洋艦)
| USS Reeves (DLG-24) | |
| 艦歴                | |
| 発注:               | |
| 起工:               | 1960年7月1日 |
| 進水:               | 1962年5月12日 |
| 就役:               | 1964年5月15日 |
| 退役:               | 1993年11月12日 |
| その後:             | 2001年5月31日に標的艦として海没処分 |
| 除籍:               | 1993年11月12日 |
| 性能諸元            | |
| 排水量:             | 軽貨：4,650 トン 基準：5,670 トン 満載：8,203 トン                                                                                         |
| 全長:               | 535 ft |
| 全幅:               | 53 ft |
| 吃水:               | 26 ft |
| 機関:               | ギヤード蒸気タービン2基2軸 4缶、85,000 shp                                                                                                 |
| 最大速:             | |
| 航続距離:           | |
| 兵員:               | 士官32名、兵員381名 |
| 兵装:               | スタンダードER SAM連装発射機 2基 アスロックSUM8連装発射機 1基 ハープーンSSM4連装発射機 2基 ファランクスCIWS 2基 324mm3連装短魚雷発射管 2基 |
| 航空機:             | |
| モットー:           | The Only Cruiser in Town The Stealth Cruiser Reeves Ironmen                                                                                |

リーヴス (USS Reeves, DLG/CG-24) は、アメリカ海軍のミサイル巡洋艦。リーヒ級ミサイル巡洋艦の9番艦。艦名はジョセフ・メイソン・リーヴス海軍中将に因んで命名された。その名を持つ艦としては2隻目。

## 艦歴
リーヴスは1960年7月1日にワシントン州ブレマートンのピュージェット・サウンド海軍造船所で起工する。1962年5月12日にジョセフ・M・リーヴス・ジュニア夫人（リーヴス中将の義理の娘）によって進水し、1964年5月15日に就役した。

### 1960年代
公試および整調後にリーヴスはロングビーチを母港として信頼性試験及び訓練を行った。1965年4月10日にリーヴスは西太平洋で第7艦隊での最初の巡航を行う。6ヶ月間の展開ではベトナム沖合でのアメリカ軍の作戦支援を行い、主に対空哨戒を担当した。最初は航空母艦オリスカニー (USS Oriskany, CVA-34) を中心とした第77.3任務部隊で、続いてミッドウェイ (USS Midway, CVA-41)中心の第77.6任務部隊で活動する。1965年11月3日にロングビーチに帰還すると、同年の残りは西海岸で活動した。1966年5月26日にリーヴスは日本へ向かい、第7艦隊で2年間の配備に付く。6月16日に新たな母港の横須賀に到着し、7月7日には出航、ダナンに停泊する。その後2年間にわたってリーヴスは日本を拠点としてベトナム沖合で定期的な救助巡航を行い、493日間の巡航の内312日間をトンキン湾で過ごした。
リーヴスは1968年8月にアメリカへ帰国し、同年の残りはロングビーチ沖合でレーダーシステムの評価試験に従事した。1969年前半にバス鉄工所でのオーバーホールと近代化を命じられる。鉄工所には3月31日に到着し、4月10日に予備役に置かれ広範囲な改修作業が開始した。

### 1970年代
リーヴスは1970年8月29日にバス鉄工所で再就役する。9月10日から11月19日までの間にバスから新たな母港の真珠湾に移動する。この長時間をかけた移動の間に、様々な港に寄港し、グアンタナモ湾付近で3週間の回復訓練を行った。真珠湾に到着後はハワイ水域での多くの訓練演習および作戦活動に従事した。
1971年6月にはトンキン湾で活動する。1971年12月20日に真珠湾へ帰還し、1972年9月まで様々な作戦、訓練に参加し、夏季の海軍兵学校生巡航も行った。9月18日にハワイを発ち14日後にフィリピンのスービック海軍基地に到着した。ベトナム沖合の西太平洋での6ヶ月間の活動の後に、1973年3月17日に真珠湾に入港した。その後1974年までハワイに留まる。リーヴスは1975年6月30日に CG-24 （ミサイル巡洋艦）に艦種変更された。
リーヴスはベトナム戦争の戦功で3個の従軍星章を受章した。

### 1980年代
リーヴスは1980年代の大半、横須賀を母港として西太平洋に展開した。この期間、リーヴスはミッドウェイを中心に編成されたアルファ戦闘集団のレーダー・ピケット艦として対空哨戒に従事した。

### その後
リーヴスは1993年11月20日に退役し、真珠湾の海軍不活性艦艇整備施設に置かれる。最終的に2001年5月にクイーンズランド州沖で行われたアメリカ・オーストラリア海軍の合同演習における「撃沈演習」(Sink Exercise)で標的艦として沈められた。現在リーヴスは、南緯26度26分53.0秒 東経155度24分27.0秒 / 南緯26.448056度 東経155.407500度の2,541ファゾム(4,647 m)の海底に沈んでいる。